# Johannes Jonsius
Johannes Jonsius est un érudit schleswigois, né à Rendsburg (Schleswig) le 20 octobre 1624, mort à Francfort-sur-le-Main en avril 1659. 

## Biographie
Il devint recteur de l'école de la cathédrale à Sleswig (1654), et se livra à l'enseignement à Kœnigsberg et à Francfort-sur-le-Main. 

## Œuvres
Son principal ouvrage, intitulé De scriptoribus historiæ philosophicæ (Francfort, 1659, in-4°), est un tableau de toutes les sectes philosophiques anciennes et modernes. Ce traité, qui a vieilli, rendit de grands services à l'érudition contemporaine. Parmi ses autres écrits, figurent Disputatio de syllogismo ex mente Aristotelis (Kœnigsberg, 1651); Dissertationum de historia peripatetica
pars prima (Hambourg, 1652), , etc.